# Devi Bhagavata
Das Devi Bhagavata (Sanskrit, n., देवी भागवतपुराण, devī bhāgavatapurāṇa, in etwa: „das alte Buch von der Göttin“; auch Devi Bhagavatam Purana) ist im Hinduismus eine der wichtigsten Schriften der Shaktas, der Verehrer des Göttlichen in weiblicher Form.
Es zählt zu den Puranas, Werke, die für bestimmte Glaubensgruppen von Bedeutung sind.
Der Text beschreibt Devi, die Göttin, als Fundament der Welt und identisch seiend mit Brahman. Die Göttliche Mutter offenbart darin ihre kosmische Form (Buch 7, Kap. 33) und teilt mit, wie sie verehrt werden möchte: insbesondere mit Yoga-Praxis, Meditation (Buch 7, Kap. 35), und Ritualen (Buch 7, Kap. 39). Im Weiteren geht es unter anderem um spirituelles Wissen, soziale und persönliche Ethik sowie um heilige Plätze.
Das Werk mit zwölf Kapiteln und 18000 Versen wird dem mythischen Weisen Veda Vyasa zugeschrieben, der auch als Autor des Mahabharata gilt und die Veden in vier Teile untergliedert haben soll. Obwohl das Devi Bhagavata zu den untergeordneten Puranas zählt, nennen es die Anhänger der Göttin Maha Purana (dt.: Großes Purana).
Der populärste Teil dieser Schrift ist der Kampf der Göttin Durga gegen den Büffeldämon Mahishasura (Buch 5, Kap. 2-18), der auch im Devi Mahatmya beschrieben ist. Diese Geschichte ist mythologischer Hintergrund des Festes Durga Puja, das die Gläubigen besonders in Bengalen jedes Jahr im Herbst enthusiastisch feiern.
Ein Auszug (Buch 7, Kap. 33)
Ich bin Brahma, Vishnu, Maheshwara (Shiva)..., bin das Brahman,

ich bin die Sonne, der Mond und die Sterne, 

ich bin das Tier, der Vogel, der Niedrigste unter den Menschen und

ich bin der Dieb sowie der grausame Jäger 

ich bin die rechtschaffene Person und 

ich bin weiblich, männlich und auch der Hermaphrodit... 

Wo immer man etwas sieht oder hört, immer bin ich dort, ob innerhalb oder außerhalb. 

Nichts Bewegliches oder Unbewegliches kann ohne mich existieren.

So wie ein Seil irrtümlich als Schlange oder Girlande gesehen wird

so bin ich das Eine Brahman (das formlose Höchste) und erscheine als Ishvara (persönliche Gottheit). 

Daran gibt es keinen Zweifel. 

Das Universum kann nicht ohne Fundament sein, und dieses Fundament bin ich. 
Nichts anderes kann sein.
In Kapitel 35 wird die Devi direkt angesprochen:
 1. Himâlayâ sagte: „O Mahes'varî! Lehre mich jetzt den Yoga mit all seinen Amgas (Gliedern) und gebe mir das Wissen des höchsten Bewusstseins, so dass ich mein Selbst kenne, wenn ich nach diesen Anweisungen praktiziere.“